# Kumis

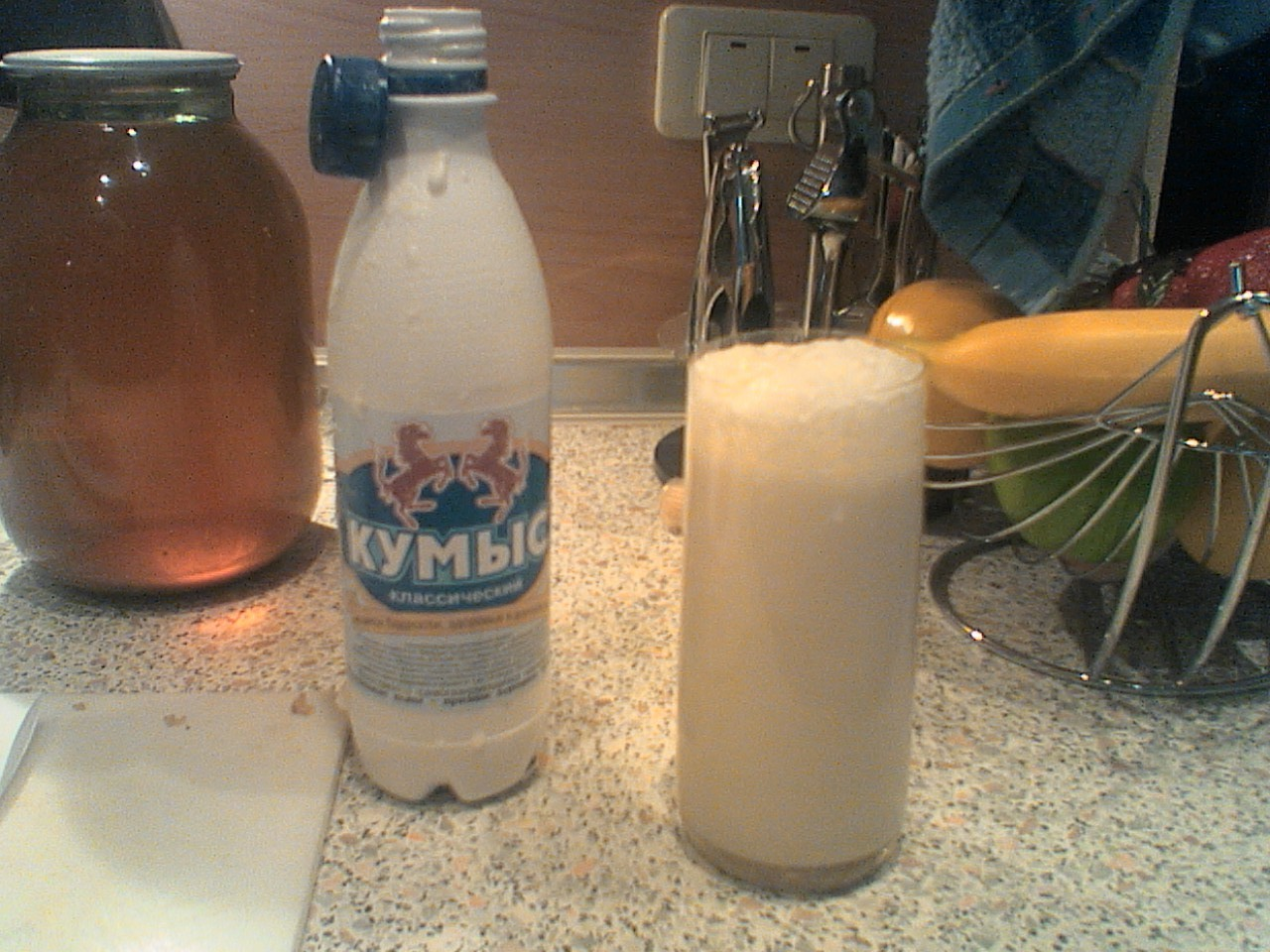
Kumis

O kumis (em cazaque), kymys (em quirguiz) ou airag (em mongol) é um leite de égua acidificado e fermentado, muito apreciado em toda a região da Ásia Central. Também é assim chamada quando preparada a partir do leite de camelo ou de mula.
Há registros da existência da bebida desde o século V a.C., tendo sido mencionada pelo historiador Heródoto. O nome é derivado de uma tribo que habitava a região do rio Kuma, no sudoeste da atual Rússia, próximo ao Mar Cáspio.
É uma bebida refrescante, que contém de 0,6 a 2,5% de álcool etílico e 0,7 a 1,8% de ácido lático. O preparo pode durar entre 3 e 21 dias. Por possuir uma propriedade efervescente, pode provocar a quebra do recipiente, tornando o kumis pouco adequado ao transporte entre longas distâncias.

## Terminologia e etimologia

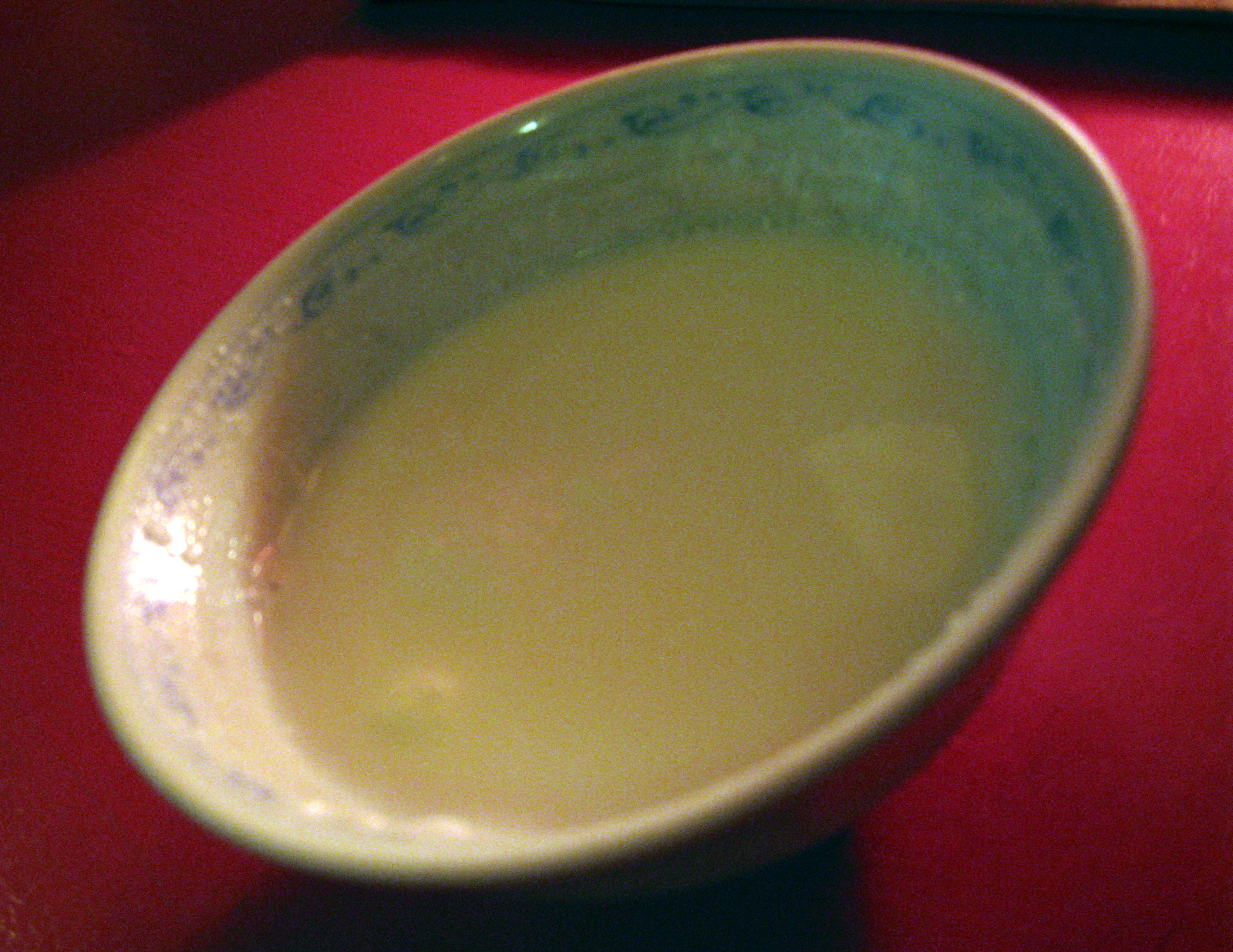
Airag mongol.

O nome do kumis também é transliterado como kumiss, koumiss, kymys, kymyz, kumisz, kymyz, ou qymyz (em turco:  kımız; em tártaro: кымыз; em cazaque: қымыз, AFI: [qəmə́z]; em quirguiz: кымыз, AFI: [qɯmɯ́z]; em bashkir: ҡымыҙ, qımıź, AFI: [qɯmɯð]; em iacuta: кымыс, kymys; em tuvano: хымыс, em usbeque:  qimiz, AFI: [qɨmɨz]). A palavra russa кумыс vem do termo turcomano qımız, que, por sua vez, seria derivada do nome dos cumiques (kumyks), um dos muitos povos turcomanos.
No mongol, a bebida é chamada de airag (em mongol:  айраг, AFI: [ˈai̯rək]) ou, em algumas regiões, chigee. Guilherme de Rubruck, em suas viagens, chamou-a de cosmos, e descreveu a maneira pela qual era preparado pelos tártaros.